# Mistrovství světa v ledním hokeji 2026 (Divize I)
Mistrovství světa v ledním hokeji 2026 divize I proběhne v Polsku a Čínské lidové republice. Turnaj je rozdělen do dvou skupin. Skupina A se odehraje v Polsku od 2. do 8. května 2026, skupina B proběhne v Čínské lidové republice od 29. dubna do 5. května 2026.

## Skupina A

### Týmy[2][1]
| Týmy       | Kvalifikace                           |
| ---------- | ------------------------------------- |
| Kazachstán | 15. místo v MS v hokeji 2025 – sestup |
| Francie    | 16. místo v MS v hokeji 2025 – sestup |
| Litva      | postup z 1B                           |
| Polsko     | Pořadatel                             |
| Japonsko   |                                       |
| Ukrajina   |                                       |

## Skupina B

### Týmy[1][5]
| Týmy        | Kvalifikace                                    |
| ----------- | ---------------------------------------------- |
| Jižní Korea |                                                |
| Rumunsko    | 5. místo v Divizi I – skupina B 2025           |
| Estonsko    |                                                |
| Čína        | Pořadatel                                      |
| Španělsko   |                                                |
| Nizozemí    | 1. místo v Divizi II – skupina A 2025 – postup |